# Буврон (Атлантска Лоара)
Буврон (фр. Bouvron) насеље је и општина у западној Француској у региону Лоара, у департману Атлантска Лоара која припада префектури Шатобријан.
По подацима из 2011. године у општини је живело 2904 становника, а густина насељености је износила 60,97 становника/km². Општина се простире на површини од 47,63 km². Налази се на средњој надморској висини од 48 метара (максималној 82 m, а минималној 11 m).

## Демографија
| 1962. | 1968. | 1975. | 1982. | 1990. | 1999. | 2011. |
| ----- | ----- | ----- | ----- | ----- | ----- | ----- |
| 2.278 | 2.285 | 2.295 | 2.334 | 2.402 | 2.411 | 2.904 |